# Anders Gerner
Anders Gerner, född 18 november 1632 i Stockholm, död 23 februari 1683, var en svensk ämbetsman. Han var far till Albrecht Gerner.
Gerner var son till handelsmannen Albrekt Gerner och hans hustru Maria Vaston, båda var av skotsk släkt. Efter avslutade studier i Königsberg och ett par andra utländska universitet återkom han till Sverige 1651, och sändes då av riksmarskalken Magnus Gabriel De la Gardie till svenska envoyéen i Wien Mattias Björnklou, hos vilken han kvarstannade i över två år. Efter sin hemkomst till Sverige antog han som informator till riksmarskalkens son Gustaf Adolf De la Gardie, senare anställd i samma egentskap för några unga friherrar av ätten Leijonsköld, och företog med dessa en längre utrikes resa, och återkom först i slutet av år 1665 till Sverige.
Gerner utnämndes vid sin återkomst till förste protokollssekreterare i stora kansliet. År 1671 befordrades han till politieborgmästare i Stockholm och 1672 utsågs han till talman för borgarståndet. Han adlades 1676. Gerner avled till följderna av en illa utförd åderlåtning. Han var sedan 1669 gift med Elisabeth Pfeiff. Gerner var ägare till Edeby i Skå socken.